# 비판자

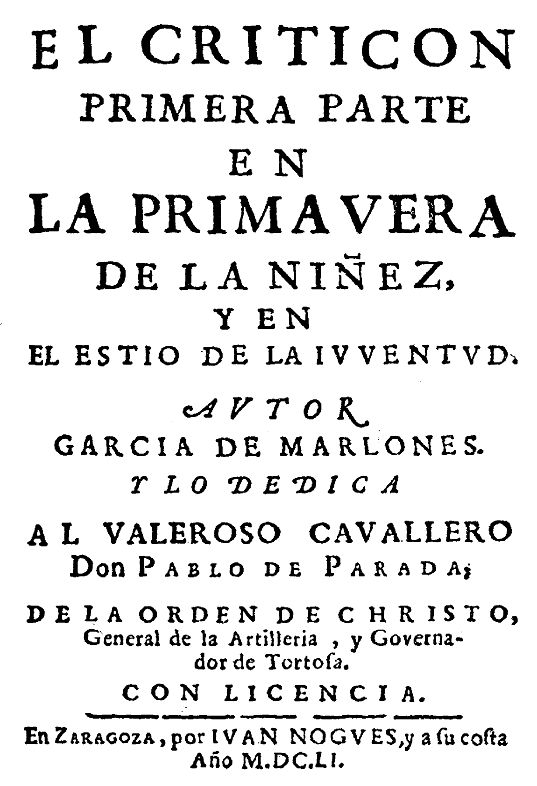
1651년판 표지

비판자(El Criticón)는 스페인 바로크 문학을 대표하는 17세기의 위대한 작가인 발타사르 그라시안의 대표작으로, 쇼펜하우어가 “이 세상에 나온 가장 훌륭한 책들 중의 하나”라는 찬사를 바치기도 한 작품이다. 두 주인공이 세상을 여행하는 소설의 형식을 취하고 있지만, 실제 그 내용 면에서 소설적 요소들은 많지 않아 단순한 소설이라기보다는 일종의 철학 소설이라는 이름으로 불러야 할 것이다. 수백 년 전에 쓰인 작품이지만 현대를 살아가는 그 누구라도 공감하게 되는 날카로운 통찰로 가득 차 있다.

## 배경
≪비판자≫는 발타사르 그라시안의 명실상부한 대표작이다. 이 작품은 저자의 생애 말년에 1부(1651년), 2부(1653년), 3부(1657년)로 각각 나뉘어 출판되었는데, 이후 평자들은 이 작품을 그라시안 문학의 정점으로 평가하는 데 이견이 없었다. 이 같은 맥락에서, 쇼펜하우어는 “이 세상에 나온 가장 훌륭한 책들 중의 하나”라는 찬사를 바치기도 했다.
≪비판자≫를 한마디로 요약한다면, 발타사르 그라시안의 사상을 소설 형태로 집약하고 있는 책이라고 할 수 있다. 즉 이 작품은 소설의 형식을 빌려서 이전까지 출판된 그의 모든 저서들에 나타난 세계관을 함축하고 있다. 따라서 ≪비판자≫는 단순한 소설이라기보다는 일종의 철학 소설이라는 이름으로 불러야 할 것이다. 혹은, 그 내용을 기준으로 보아서, 하나의 수상록 혹은 교훈서의 유형으로도 분류할 수 있을 것이다.
형식상 이 작품은 두 주인공 안드레니오와 크리틸로가 세상을 여행하면서 겪는 체험들과 그에 대한 의견들을 기술하는 구조로 되어 있다. 이 과정에서 소설적인 스토리 구성은 최소화되어 있으며, 등장인물도 두 주인공을 제외한다면 현실 세계의 인물이 아닌 경우가 많다. 즉 다양한 추상적 개념들을 의인화한 인물들 혹은 신화나 전설 속 인물들이 주를 이룬다. 또 이야기가 전개되는 무대도 구체적인 장소로서 특징이 없다. 따라서 그곳에 어느 도시, 어느 지방의 이름을 붙이든 아무 지장이 없는, 보편적 배경으로서 의미가 있는 장소들이다.
이 같은 사실에서 유추할 수 있겠지만, 이 작품의 매력은 손에 땀을 쥐게 하는 스토리 전개를 통해 독자를 사로잡는다든지 하는, 이른바 ‘소설적’ 재미가 아니다. ≪비판자≫의 매력은 삶의 전반을 관조하는 작가의 성찰 속에 있다. 이 책을 읽는 독자들은 전광석화처럼 날카롭게 삶의 본질을 꿰뚫는 통찰의 예리함과 거침없이 진실을 설파하는 언어의 통렬함에 공감할 것이다. 이런 의미에서 이 작품의 여운은 단순한 소설적인 재미의 그것보다 훨씬 깊고 오래 남아서, 읽는 이로 하여금 자신과 주변의 삶을 돌아보게 만들 것이다.
≪비판자≫는 세상과 처음 대면하게 되는 안드레니오라는 젊은이의 눈에 비친 인간 세계를 묘사하는 틀을 취하고 있다. 세상을 처음으로 바라보는 사람의 눈이야말로 그곳을 가장 객관적으로, 선입견 없이, 있는 그대로 인지하는 도구일 것이다. 그런데 이 작품 주인공의 눈에 비친 인간 세상은 부조리와 모순으로 가득 찬 곳이다. 즉 “미덕은 박해를 받고, 악덕은 박수를 받소. 진실은 침묵하고, 거짓이 활개를” 치는 곳이 우리가 사는 세상의 적나라한 풍경이다. 저자의 관찰에 따르면, 인간은 이 세상이 어떤 곳인지 알지 못한 채 오는 것이며 죽음에 이를 무렵에야 비로소 깨달음을 얻게 되니, 미리 알았더라면 결코 이곳에 태어나려고 하지 않았을 것이다.
이 같은 부정적인 세계 인식은 한편으로는 그라시안이 살았던 바로크 시대의 전형적인 세계관이기도 하고, 또 더 구체적으로는 이 시기 스페인 작가들에게서 나타나는 두드러진 현상이기도 하다. 이전의 르네상스 시대가 중세의 오랜 신 중심적 세계관에서 벗어나 현세의 인간의 삶에 대해 긍정적인 가치를 부여했다면, 바로크 시대는 생명의 제반 현상들이 일시적이고 불확실한 미몽에 지나지 않는다는 회의와 불안이 지배한 시기였다. 특히 스페인에서는 신대륙의 발견과 함께 팽창했던 국운이 급격하게 쇠락하고 민중의 삶이 지극한 궁핍에 빠지게 되면서 이 같은 비관적인 분위기가 한층 뚜렷이 나타나게 된다.
그러나 이와 같은 역사적·사회적 배경을 감안한다 하더라도, ≪비판자≫에는 발타사르 그라시안이 다른 작가들과 차별되는 고유의 비극적 세계관이 존재한다. 즉 이 시기 여러 문학작품들이 당대 스페인 사회의 어두운 구석들을 현장감 있게 묘사하면서 조국의 아픈 현실을 조망한다면, 그라시안이 제시하는 생의 모순들은 훨씬 더 뿌리가 깊고 근원적이며 해답을 찾기 어려운 인간 존재의 부조리한 상황들이라는 것이다.
총 3부 38장으로 구성된 이 방대한 작품을 통해 그라시안은 일관되게, 그리고 체계적으로, 탄생에서 죽음에 이르기까지 인간 삶을 지배하는 것은 질서라기보다는 혼돈, 정의라기보다는 불의, 기쁨이라기보다는 슬픔과 비탄임을 설파한다. 그에 따르면, 비록 이 세상을 창조한 조물주가 이 땅을 조화로운 곳으로 만들고자 했어도, 이곳에 사는 인간들은 세상을 부조리로 가득한 곳으로 만들고 있다는 것이다. 이 같은 맥락에서 볼 때, 그라시안이 훗날 염세주의 철학의 대가 쇼펜하우어나 반이성적 생철학의 거장 니체 같은 사상가들에게 존경을 받은 것은 매우 자연스러운 귀결이라 할 것이다.